# 14962 Masanoriabe
14962 Masanoriabe este un asteroid din centura principală de asteroizi.

## Descriere
14962 Masanoriabe este un asteroid din centura principală de asteroizi. A fost descoperit pe 9 octombrie 1996 la Nanyo de Tomimaru Okuni. Asteroidul prezintă o orbită caracterizată de o semiaxă mare de 3,20 ua, o excentricitate de 0,02 și o înclinație de 21,2° în raport cu ecliptica.